# Antífonas de Adviento

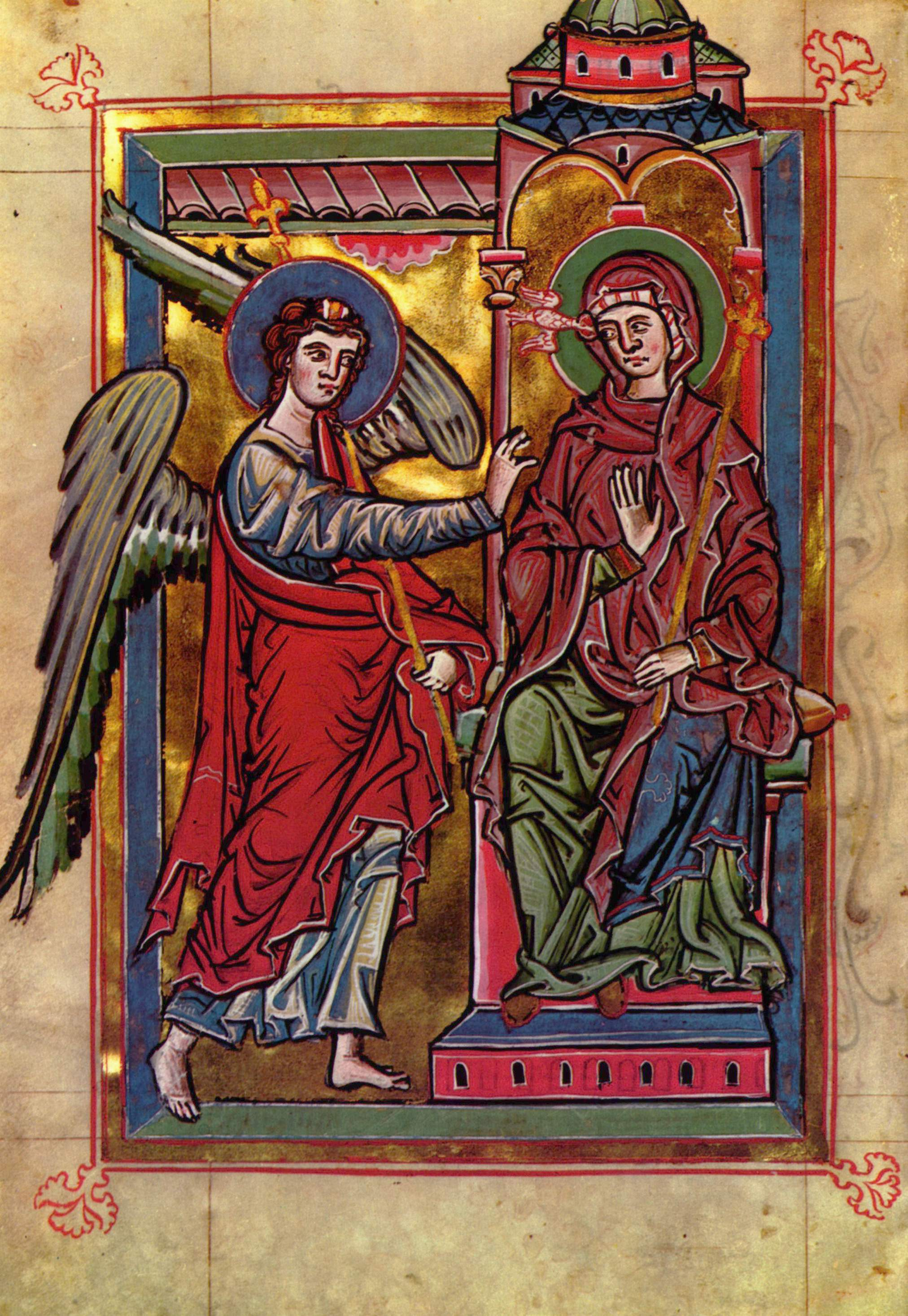
La anunciación.

Las antífonas de Adviento, también conocidas como antífonas mayores, o antífonas O (por la letra con la que comienzan) son antífonas utilizadas en el Oficio Divino, durante las vísperas de los últimos días del Adviento en varias tradiciones litúrgicas cristianas.
Cada antífona es uno de los nombres de Cristo, uno de sus atributos mencionados en las Escrituras. Son:
- 17 de diciembre: O Sapientia (Oh Sabiduría)
- 18 de diciembre: O Adonai (Oh Adonai)
- 19 de diciembre: O Radix Jesse (Oh Raíz de Jesé)
- 20 de diciembre: O Clavis David (Oh Llave de David)
- 21 de diciembre: O Oriens (Oh Amanecer)
- 22 de diciembre: O Rex Gentium (Oh Rey de las naciones)
- 23 de diciembre: O Emmanuel (Oh Emmanuel)

En la tradición católica, las antífonas de Adviento se cantan o se recitan en las Vísperas desde el 17 de diciembre hasta el 23 de diciembre. También, después del Concilio Vaticano II, son cantadas o recitadas a modo de perícopa antes del Evangelio en la Misa de los días de semana entre el 17 y el 23 de diciembre, pues los domingos tienen perícopas propias. (véase nota a continuación sobre el uso inglés). 
En la Iglesia de Inglaterra han sido utilizadas tradicionalmente como antífonas para el Magníficat en la oración vespertina durante este periodo y, aunque no se imprimían en el Libro de Oración Común, han sido desde hace tiempo parte de las fuentes litúrgicas anglicanas secundarias, como en el Libro de himnos inglés. De forma reciente han encontrado un lugar en los documentos litúrgicos principales de toda la comunión anglicana, incluida la liturgia del Culto Común de la Iglesia de Inglaterra. 
Las antífonas de Adviento también se utilizan en muchas iglesias luteranas.
Los gozos de la Novena de Aguinaldos son inspirados, precisamente, en estas antífonas. 
El himno O ven, O ven, Emmanuel (en latín, Veni Emmanuel) es una paráfrasis lírica de estas antífonas.
Las primeras letras de los títulos leídas en sentido inverso forman el acróstico latino «Ero Cras», que significa «Mañana, yo vendré», y reflejan el tema de las antífonas.

## Orígenes
Se desconoce el origen exacto de las antífonas de Adviento. Boecio (480–524/5) hace una breve referencia a ellas, sugiriendo de este modo su existencia en su época. En la Abadía benedictina de san Benito, en Fleury (cerca de Orleans), recitaban estas antífonas el abad y otros superiores de la abadía en rango descendente, y luego se entregaba un obsequio a cada miembro de la comunidad. Ya en el siglo VIII se utilizan en las celebraciones litúrgicas en Roma. El uso de las antífonas de Adviento en los monasterios era tan frecuente que expresiones como «no olvides las O» y «las grandes antífonas de Adviento» formaban parte del habla común. De este modo, podemos concluir que de alguna manera las antífonas de Adviento han sido parte de la tradición litúrgica desde los primeros tiempos de la Iglesia.
Los monjes benedictinos disponían estas antífonas con un propósito definido. Si se empieza por el último título y se toma la primera letra de cada una —Emmanuel, Rex, Oriens, Clavis, Radix, Adonai, Sapientia— se forman las palabras latinas «ERO CRAS» , que significan «Mañana vendré». Así Jesús, para cuya venida se han preparado los cristianos durante el Adviento y a quien se dirigen con estos siete títulos mesiánicos, les habla ahora: «Mañana vendré». De este modo, las antífonas de Adviento no sólo infunden intensidad a la preparación del Adviento, sino que lo conducen hacia su alegre fin.
Varias de estas antífonas han sido encontradas en algunos breviarios medievales.

## Análisis
La importancia de las antífonas de Adviento es doble. En primer lugar, cada una representa uno de los títulos del Mesías. En segundo lugar, cada una se refiere a la profecía de Isaías sobre la venida del Mesías y en tercer lugar, expresa la visión profética que se contempla y anuncia el Nuevo testamento a "todos los hombres de toda raza, pueblo, lengua y nación"[Ap 5,9]. Las antífonas latinas provienen del Breviarium Romanum y las versiones en inglés son de la liturgia del Culto Común de la Iglesia de Inglaterra. Las citas bíblicas están tomadas de la Biblia de Jerusalén.

### O Sapientia

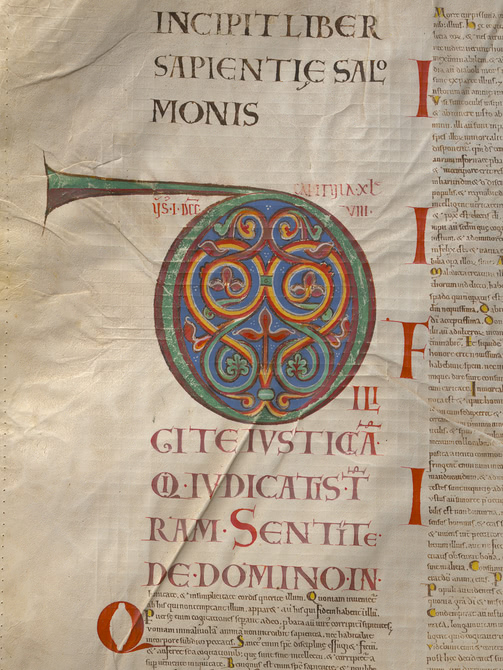
sapientia.

Latín:
O Sapientia, quae ex ore Altissimi prodiisti,
attingens a fine usque ad finem,
fortiter suaviterque disponens omnia:
veni ad docendum nos viam prudentiae.
Castellano:
Oh, Sabiduría, que brotaste de los labios del Altísimo,
abarcando del uno al otro confín,
y ordenándolo todo con firmeza y suavidad:
ven y muéstranos el camino de la salvación.
Isaías había profetizado:
- «Reposará sobre él el espíritu del Señor: espíritu de sabiduría e inteligencia, espíritu de consejo y fortaleza, espíritu de ciencia y temor del Señor. Y le inspirará en el temor del Señor.» Isaías, 11:2-3
- «[...] trazar un plan maravilloso, llevar a un gran acierto.» Isaías, 28:29

Compárese también con Eclesiástico 24:3 y Sabiduría 8:1.
Esta profecía también es relevante por el hecho de que describe cómo el Mesías «[...] [brotó] de los labios del Altísimo», lo que resulta muy significativo a la luz de la doctrina cristiana, enraizada en el primer capítulo del Evangelio según San Juan, según el cual Jesucristo, el Mesías, es el verbo encarnado de Dios Padre. 

### O Adonai

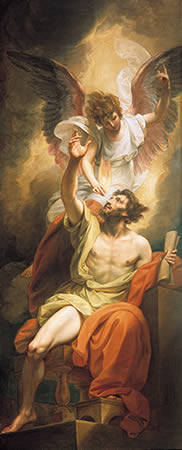
El profeta Isaías.

Latín:
O Adonai, et Dux domus Israel,
qui Moysi in igne flammae rubi apparuisti,
et ei in Sina legem dedisti:
veni ad redimendum nos in brachio extento.
Castellano:
Oh Adonai, Pastor de la casa de Israel,
que te apareciste a Moisés en la zarza ardiente
y en el Sinaí le diste tu ley:
ven a librarnos con el poder de tu brazo.
Isaías había profetizado:
- «Juzgará con justicia a los débiles, y sentenciará con rectitud a los pobres de la tierra. Herirá al hombre cruel con la vara de su boca, con el soplo de sus labios matará al malvado. Justicia será el ceñidor de su cintura, verdad el cinturón de sus flancos.» Isaías, 11:4-5

- «Porque el Señor es nuestro juez, el Señor nuestro legislador, el Señor nuestro rey: él nos salvará. Isaías, 33:22

Compárese también con Éxodo, 3:2 y Éxodo, 24:12.

### O Radix Jesse

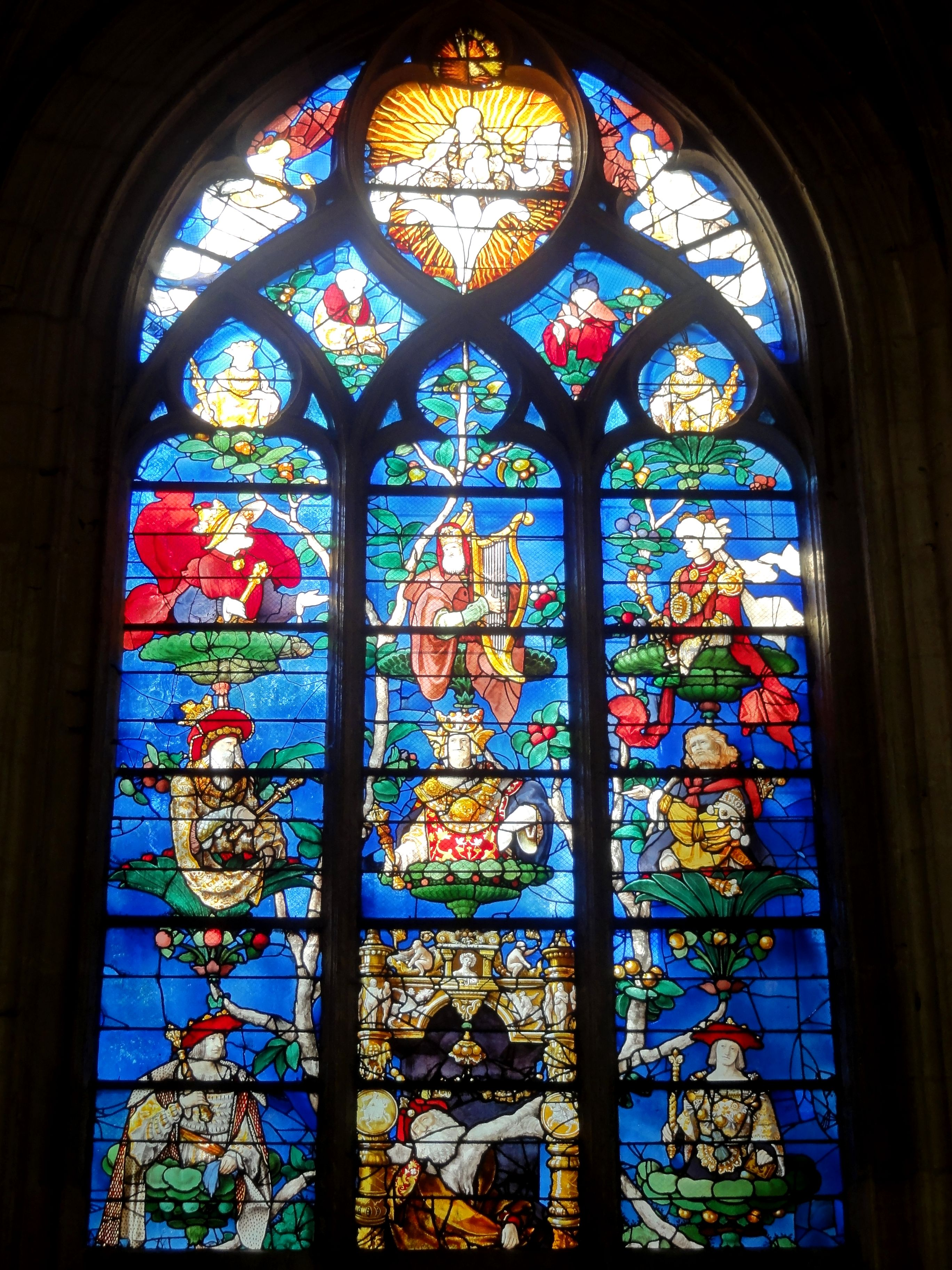
Árbol de Jesé.

Latín:
O Radix Jesse, qui stas in signum populorum,
super quem continebunt reges os suum,
quem Gentes deprecabuntur:
veni ad liberandum nos, jam noli tardare.
Castellano:
Oh Raíz de Jesé, que te alzas como un signo para los pueblos;
ante quien los reyes enmudecen,
y cuyo auxilio imploran las naciones:
ven a librarnos, no tardes más.
Isaías había profetizado:
- «Saldrá un vástago del tronco de Jesé, y un retoño de sus raíces brotará.» Isaías, 11:1
- «Aquel día la raíz de Jesé que estará enhiesta para estandarte de pueblos, las gentes la buscarán, y su morada será gloriosa.» Isaías, 11:10

Jesé era el padre del rey David, y Miqueas había profetizado que el Mesías provendría de la casa y del linaje de David y que nacería en la ciudad de David, Belén. Miqueas, 5:1. Compárese también Isaías, 45:14, Isaías, 52:15 y Epístola a los romanos, 15:12.

### O Clavis David

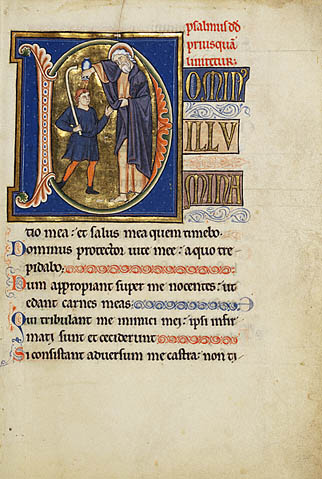
Samuel ungiendo a David.

Latín:
O Clavis David, et sceptrum domus Israel;
qui aperis, et nemo claudit;
claudis, et nemo aperit:
veni, et educ vinctum de domo carceris,
sedentem in tenebris, et umbra mortis.
Castellano:
Oh Llave de David y Cetro de la casa de Israel;
que abres y nadie puede cerrar;
cierras y nadie puede abrir:
ven y libra a los cautivos
que viven en tinieblas y en sombra de muerte.
Isaías había profetizado:
- «Pondré la llave de la casa de David sobre su hombro; abrirá, y nadie cerrará, cerrará, y nadie abrirá.» Isaías, 22:22
- «Grande es su señorío y la paz no tendrá fin sobre el trono de David y sobre su reino, para restaurarlo y consolidarlo por la equidad y la justicia, desde ahora y hasta siempre, el celo del Señor de los Ejércitos hará eso.» Isaías, 9:6

Compárese también con Isaías, 42:7.

### O Oriens

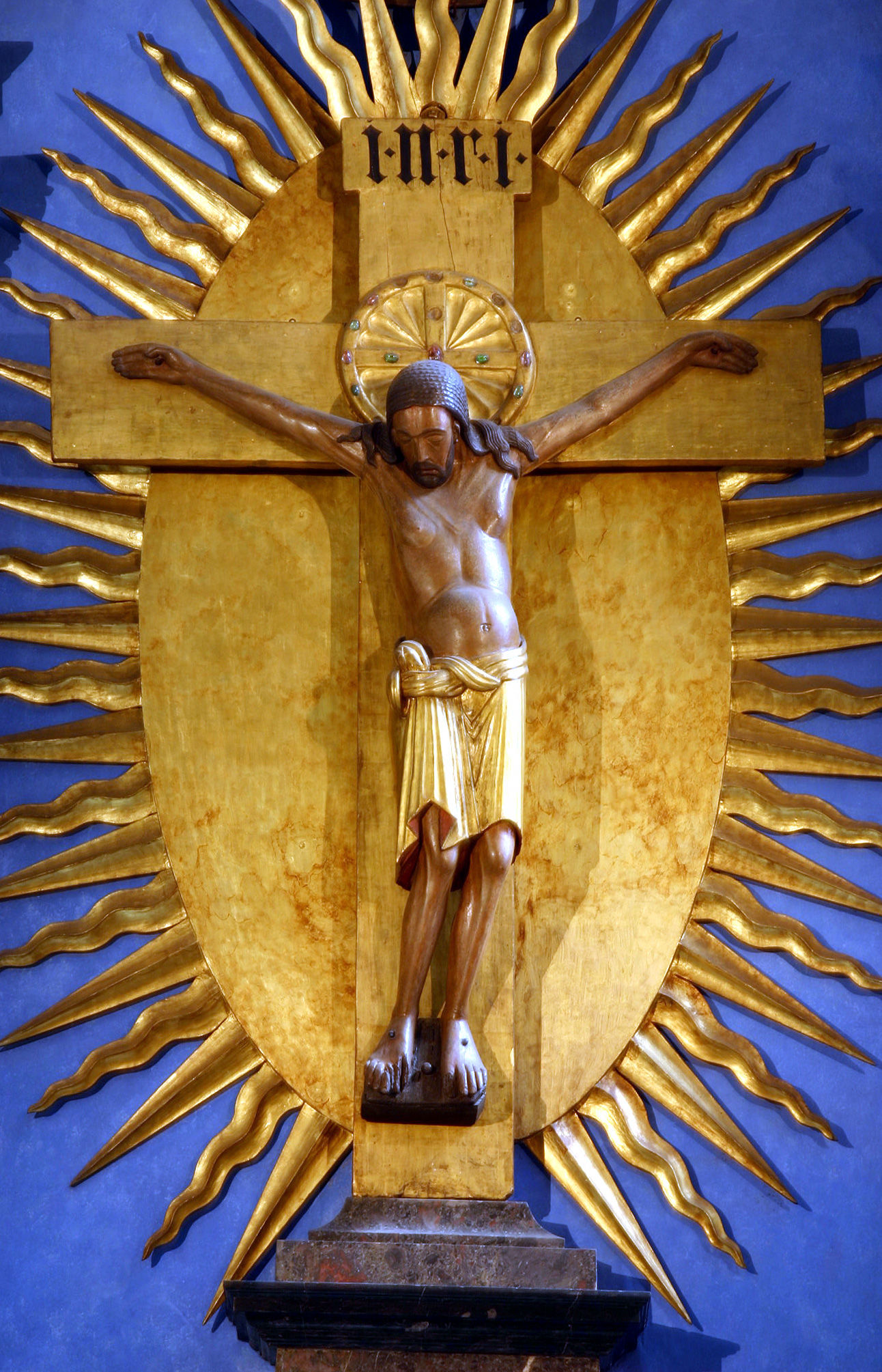
Amanecer, la Luz del Mundo.

Latín:
O Oriens,
splendor lucis aeternae, et sol justitiae:
veni, et illumina sedentes in tenebris, et umbra mortis.
Castellano:
Oh Amanecer,
Resplandor de la luz eterna, Sol de justicia:
ven ahora a iluminar a los que viven en tinieblas y en sombra de muerte.
Isaías había profetizado:
- «El pueblo que andaba a oscuras vio una luz grande. Los que vivían en tierra de sombras, una luz brilló sobre ellos.» Isaías, 9:1-2

Compárese también Isaías, 60:1-2 y Malaquías, 3:20.

### O Rex Gentium

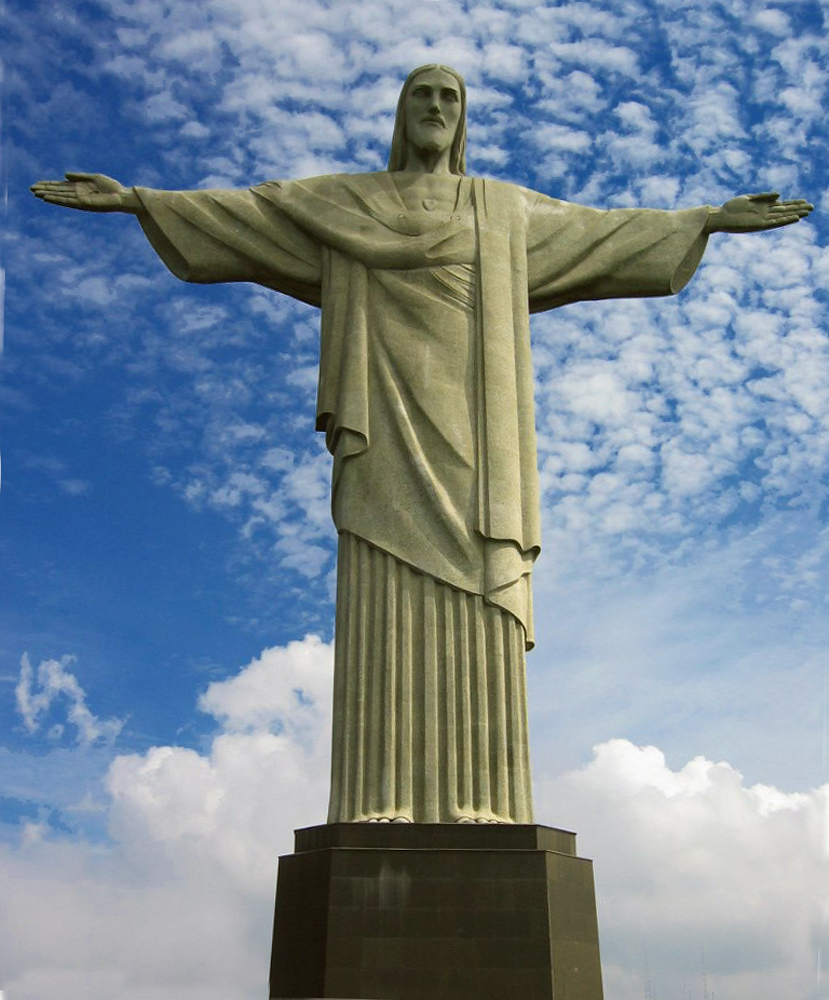
Príncipe de la Paz.

Latín:
O Rex Gentium, et desideratus earum,
lapisque angularis, qui facis utraque unum:
veni, et salva hominem,
quem de limo formasti.
Castellano:
Oh Rey de las naciones y Deseado de los pueblos,
Piedra angular de la Iglesia, que haces de dos pueblos uno solo:
ven y salva al hombre,
que formaste del barro de la tierra.
Isaías había profetizado:
- «Porque una criatura nos ha nacido, un hijo se nos ha dado.Estará el señorío sobre su hombro, y se llamará su nombre "Maravilla de Consejero", "Dios Fuerte", "Siempre Padre", "Príncipe de Paz".» Isaías, 9:5

- «Juzgará entre las gentes, será árbitro de pueblos numerosos. Forjarán de sus espadas azadones, y de sus lanzas podaderas. No levantará espada nación contra nación, ni se ejercitarán más en la guerra.» Isaías, 2:4

Compárese también Isaías, 28:16 y Efesios, 2:14.

### O Emmanuel

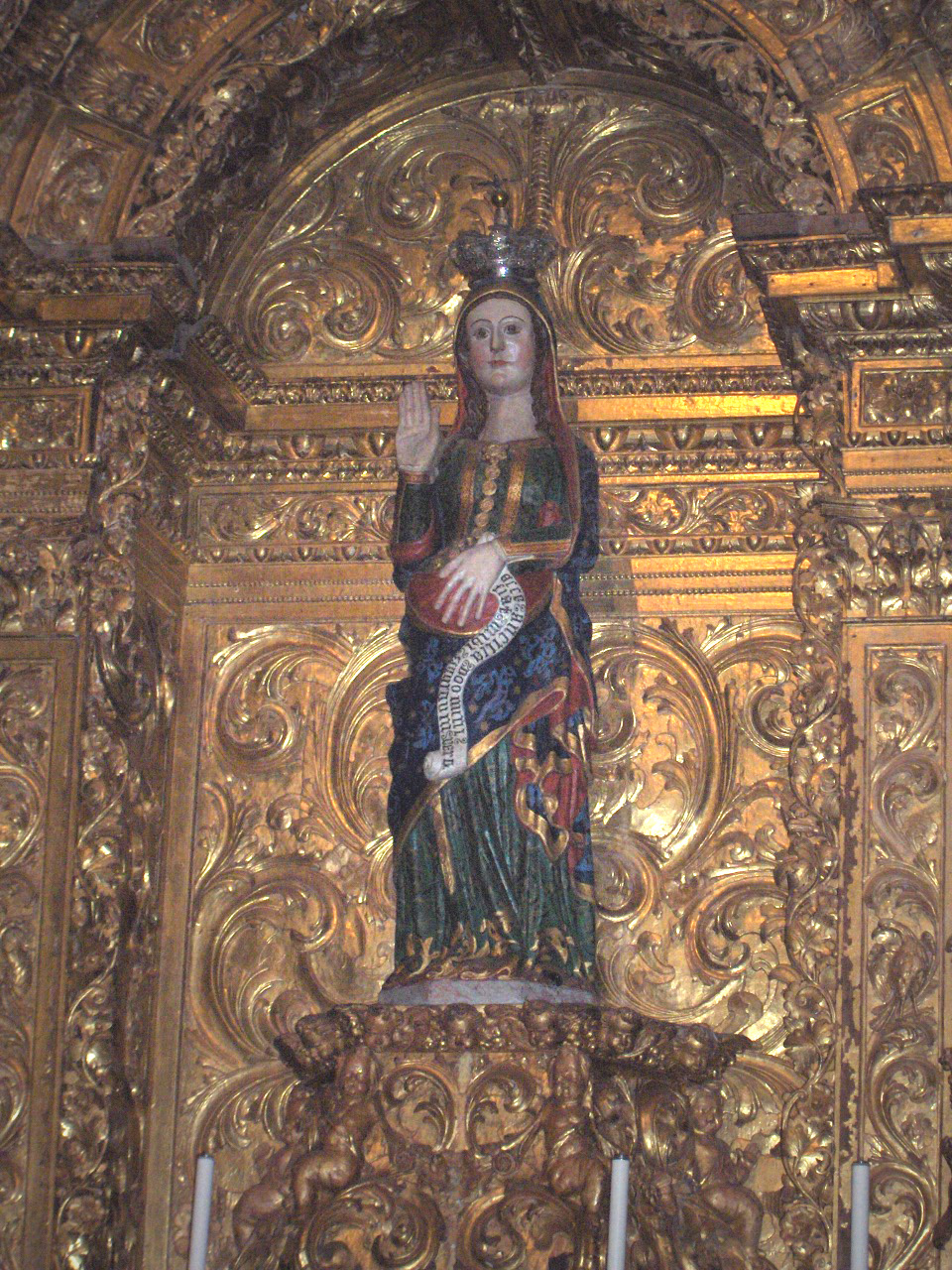
María con el niño.

Latín:
O Emmanuel, Rex et legifer noster,
exspectatio Gentium, et Salvator earum:
veni ad salvandum nos, Domine, Deus noster.
Castellano:
Oh Emmanuel, rey y legislador nuestro,
esperanza de las naciones y salvador de los pueblos:
ven a salvarnos, Señor Dios nuestro.
Isaías había profetizado:
- «Pues bien, el Señor mismo va a daros una señal: He aquí que una doncella está encinta y va a dar a luz un hijo, y le pondrá por nombre Emmanuel.» Isaías, 7:14

(Emmanuel significa «Dios está con nosotros»).

## Uso inglés
Aunque las antífonas y las fechas mencionadas más arriba han sido reconocidas universalmente a través de toda la cristiandad occidental, en la Inglaterra medieval surgió una práctica alternativa que consistía en adelantar todas las antífonas un día (empezando así el 16 de diciembre) y añadir una antífona adicional (la octava) el 23 de diciembre, con lo que el acróstico se convertía en Vero cras, 'en verdad, mañana'. Es la antífona O Virgo virginum ('Oh Virgen de vírgenes'), con el siguiente texto:
Latín:
O Virgo virginum, quomodo fiet istud?
Quia nec primam similem visa es nec habere sequentem.
Filiae Jerusalem, quid me admiramini?
Divinum est mysterium hoc quod cernitis.
Inglés:
O Virgin of virgins, how shall this be?
For neither before thee was any like thee, nor shall there be after.
Daughters of Jerusalem, why marvel ye at me?
The thing which ye behold is a divine mystery.
Español:
Oh, Virgen de Vírgenes, ¿cómo ha de ser esto?
Ya que nunca antes hubo una como vos, ni la volverá a haber.
Hijas de Jerusalem, ¿por qué os maravillais de mi?
Lo que vosotros admirais es un misterio Divino.
A causa de sus orígenes ingleses, esta alternativa ha sido la versión tradicionalmente utilizada en la Iglesia de Inglaterra (incluso en la Catedral de Canterbury) hasta tiempos modernos, y es también la versión impresa en las fuentes litúrgicas tradicionales de la Iglesia de Inglaterra, en el Libro de Himnos inglés y en el Nuevo Libro de Himnos inglés. Sin embargo, desde el año 2000, la Iglesia de Inglaterra parece haber dado un paso oficial con el fin de alejarse de las prácticas medievales y hacia una norma más universal, puesto que el Culto Común contempla la versión de siete antífonas y no la de ocho.

## Antífonas en el Benedictus

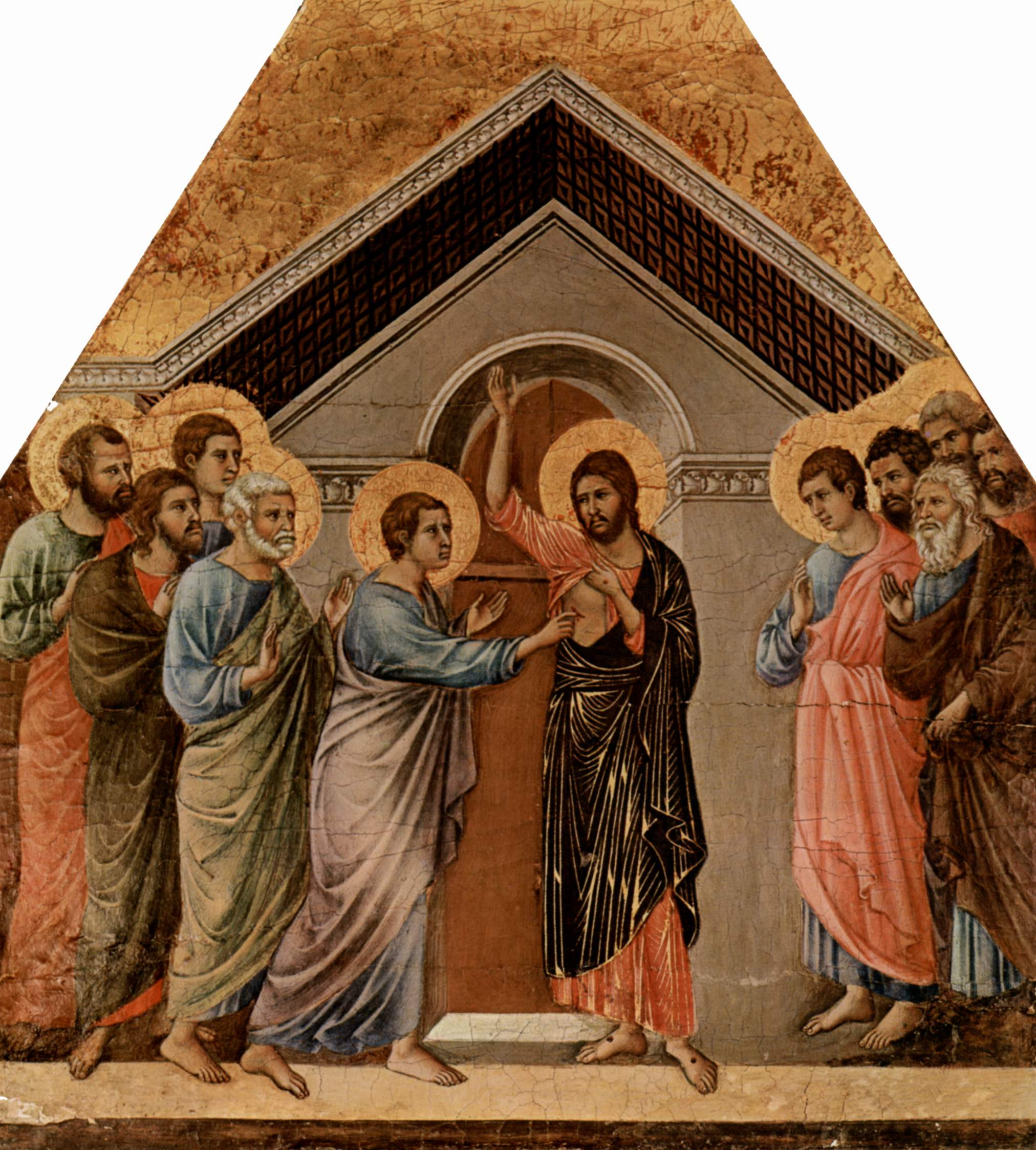
Jesús se aparece al apóstol Tomás, de la Maestà de Duccio di Buoninsegna.

Acompañando a las antífonas de Adviento hay dos antífonas que se rezan en los Laudes los días 21 y 23 de diciembre, que también se relacionan con el tema del próximo nacimiento de Cristo. La primera, debido a que la festividad de santo Tomás se celebra el 21 de diciembre, se usaba tradicionalmente para conmemorar esta fiesta. Cuando dicha fiesta se cambia al 3 de julio en el calendario revisado, son de nuevo utilizadas como antífonas en la Liturgia de las Horas. De lunes a sábado, si caen en los días de las antífonas de Adviento, estos días también cuentan con sus propias antífonas para los salmos de los Laudes, en lugar de repetir las antífonas del domingo anterior, como se hace durante el Adviento.

### 21 de diciembre
Nolite timere: quinta enim die veniet ad vos Dominus noster.
No temáis: porque en el quinto día nuestro Señor vendrá a vosotros.

### 23 de diciembre
Ecce completa sunt omnia, quae dicta sunt per Angelum de Virgine Maria.
Behold, all things are fulfilled, which were spoken by the Angel to the Virgin Mary.
En español
Observad, todo lo que el Ángel le había anunciado a la Virgen María, se ha cumplido.

## Arreglos musicales
Marc-Antoine Charpentier completó un grupo de antífonas de Adviento a principios de la década de 1690. En el siglo XX, el compositor estonio Arvo Pärt realizó una traducción al alemán de estas antífonas para coro SATB sin acompañamiento titulada Magnificat Antiphonen. El compositor británico Bob Chilcott es autor de una versión en latín de estas antífonas para coros SSAATTBB sin acompañamiento titulada Advent Antiphons.

## Multimedia
- Antífona O Sapientia quae ex ore Altissimi...ⓘ
- 2.ª gran antífona de Adviento: O Adonaiⓘ
- Sapientia, Adonai, Radix Jesse, Clavis David, Oriens, Rex Gentium, Emmanuel: las antífonas de Adviento en formato hipermedia interactivo (requiere Shockwave) en BinAural Collaborative Hypertext.